# Marie-Chantal contre docteur Kha
Marie-Chantal contre docteur Kha és una coproducció franco-italo-espanyola dirigida per Claude Chabrol el 1965.

## Argument
En el tren que la porta a Suïssa, un desconegut, Kerrien, li confia a Marie-Chantal una joia (una pantera) els ulls de la qual són robins. Kerrien és assassinat; sorgeixen espies de tot arreu, a la recerca de la pantera blava que l'esnob conserva gelosament. Tothom es troba a Agadir. L'home a qui ha de passar la pantera és mort davant dels seus ulls; acorralada ella mateixa per l'assassí, perdrà la pantera però ha guardat els ulls de robí. Contenen un líquid mortal, capaç de destruir tota vida sobre la Terra. Presoners del terrible doctor Kha, inventor del virus, Marie-Chantal i el seu company, Castillo, s'escapen amb els robins. Les seves aventures no acaben, però.

## Repartiment
- Marie Laforêt: Marie-Chantal Froidevaux des Chatenets, la jove dona esnob
- Stéphane Audran: Olga
- Serge Reggiani: Ivanov
- Roger Hanin: Bruno Kerrien
- Francisco Rabal: Paco Castillo
- Charles Denner: Johnson
- Akim Tamiroff: El doctor Kha
- Pierre Moro: Hubert, el cosí de Marie-Chantal
- Gilles Chusseau: Grégor, el fill d'Ivanov
- Robert Burnier: L'assassí
- Gérard Tichy: L'amo d'hotel
- Claude Chabrol: El cambrer
- Henri Attal: Un home al vagó-llitera
- Bernard Papineau
- Caffarel
- Eugénio Da Piettro
- Onofrio Ancoléo
- Serge Bento
- Lahcen Boukis
- Pierre-François Moreau